# 中央図書館 (オレゴン州ポートランド)
中央図書館（ちゅうおうとしょかん、Central Library）は、アメリカ合衆国オレゴン州ポートランドのダウンタウンにある3階建ての公共図書館。その開館は1913年に遡り、現在はマルトノマ郡図書館システムの本館として機能している。ジョージア様式の建物は、1979年に Central Building, Public Library としてアメリカ合衆国国家歴史登録財に追加され、1997年に大掛かりな改築が施された。

## 歴史

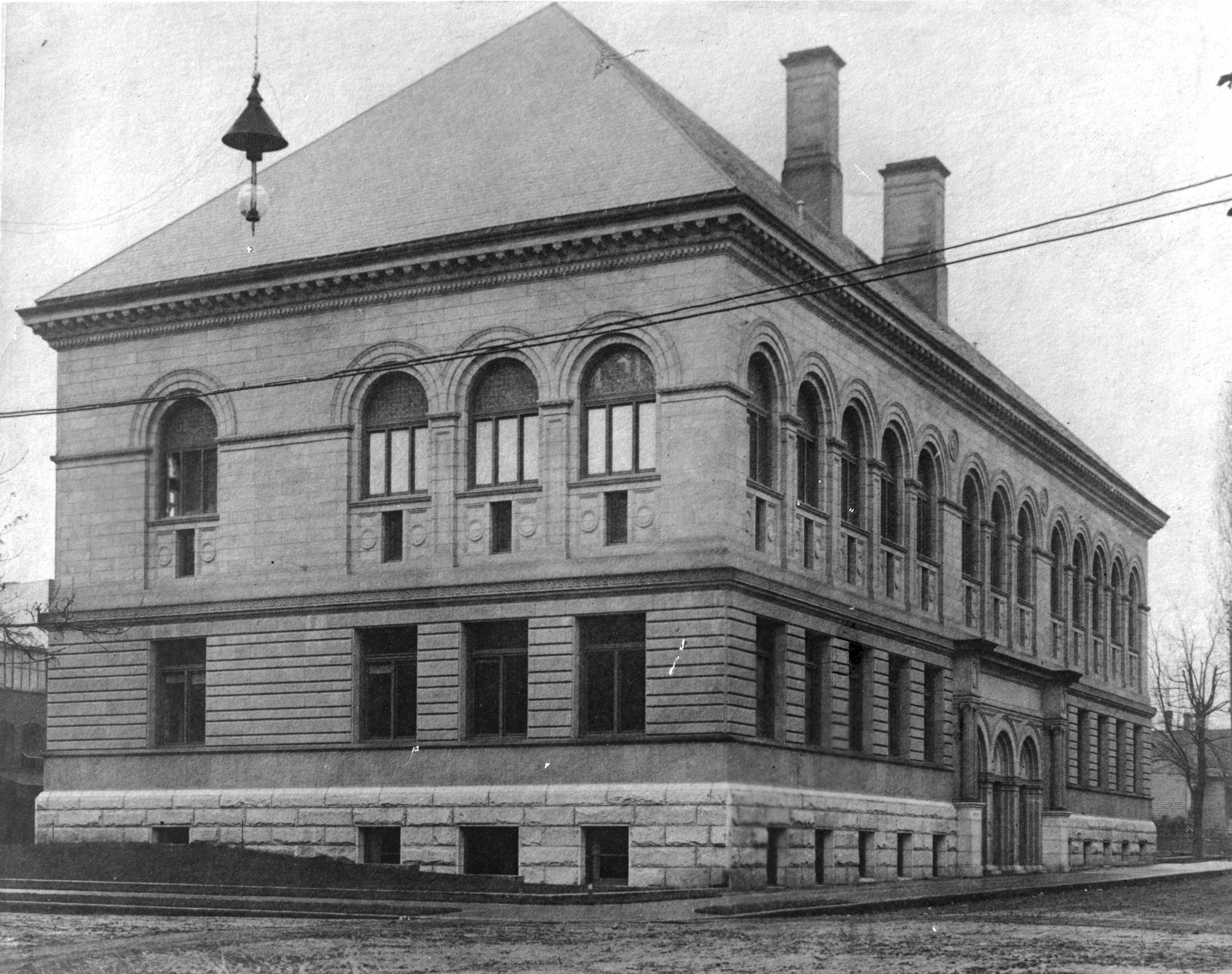
ポートランド図書館協会（1893年）

ポートランド図書館協会（Library Association of Portland）は1864年に結成された。最初の半世紀に数々の場所を転々とした後、1911年に図書館委員会は大きな新しい本館をポートランドのダウンタウンに構えることを決定した。建物は建築家 A. E. Doyle によって設計され、1913年9月6日に開館した。アメリカ合衆国における開放型の内装を持った図書館としては、最初期のものであった。着工から竣工まで2年の歳月と480,000米ドルを要した。館長の Mary Francis Isom が建物の設計に寄与している.。
中央図書館は、1979年6月11日に 「公共図書館中央館 (Central Building, Public Library)」の件名で、アメリカ合衆国国家歴史登録財に追加された。1990年7月1日、私立のポートランド図書館協会が中央図書館の所有権をマルトノマ郡に譲渡した。1902年から1990年まで、同協会はその蔵書と建物を所有していたが、運営資金は地域政府によって支払われていた。1994年から1997年にかけて、建物は大規模な改築が行われた。改築中、フィフス・アベニュー・ビルディング（旧ステート・オフィス・ビルディング）が図書館のコレクションを収めていた。

## 細部
建築学的に、この建物はジョージア様式で設計されている。図書館の主要階段は合計で92段ある。主要階段に飾られている美術作品の一つに、ダナ・ルイスの“Tree of Knowledge”がある。外壁はウィルキンソン・サンドストーンに覆われている。内装は大理石の木材によって造られている。1階から3階にかけて、合計で125,000平方フィート（11,613平方メートル）の面積が広がる。
中央図書館には、ビバリー・クリアリー子供図書室とヘンリー・フェイリング美術音楽図書室が収められている。また、作家のためのスターリング・ルーム、コリンズ・ギャラリー（3階）、ジョン・ウィルソン・ルームが収められている。1階にはU.S.バンク・ルームと呼ばれる小さな会議室があり、公共利用に開かれている。図書館のコレクションは合計重量で875トンになり、本棚に一列に並べれば17マイルになる。合計で130台のコンピューター端末があり、公共に開かれている。